# Pteris patula
Pteris patula là một loài dương xỉ trong họ Pteridaceae. Loài này được Lindm. mô tả khoa học đầu tiên năm 1903.
Danh pháp khoa học của loài này chưa được làm sáng tỏ. 